# Breath (Kurzfilm)
Breath ist ein US-amerikanischer animierter Kurzfilm von Jimmy T. Murakami aus dem Jahr 1967.

## Handlung
Ein Mann erscheint und atmet eine ihn umschwirrende Wolke ein. Anschließend atmet er Sterne aus. Ein Industrieller mit Zigarre erscheint und atmet die Sterne ein, jedoch dunklen Qualm aus, der sich über beiden Männern verdichtet und schließlich Regen auf sie niederströmen lässt. Der Mann atmet die Wolke ein und eine Sonne aus. Nachdem der Industrielle die Sonne ein und Dunst ausgeatmet hat, atmet der Mann den Industriellen ein und eine Frau aus, mit der er tanzt. Aus einem Vogel werden durch Ausatmen Blumen, aus den Blumen durch die Frau ein Herz. Der Mann jedoch atmet das Herz ein und Schlamm aus, sodass die Frau enttäuscht geht, vom Mann eingeatmet und als Bierflasche ausgeatmet wird. Es folgt das Ausatmen zweier Frauen, von der eine die andere veratmet und dem Mann ein Herz ausatmet. Aus dem Herz macht der Mann Musik und bald beatmen sich Mann und Frau mit Herzen. Die Frau atmet schließlich ein Baby aus, Geld wird ein- und ausgeatmet und dabei immer kleiner, und am Ende atmet der Mann eine neue Frau aus, die von der anderen Frau ein- und als neuer Mann ausgeatmet wird. Neuer Mann, Frau und Kind gehen davon und können vom verbliebenen Mann nicht eingeatmet werden. Stattdessen produziert er drei ihn beweinende Witwen und beim nächsten Ausatmen einen Hund, der den Mann ein- und einen Vogel ausatmet. Der Vogel atmet einen Wurm aus und dieser eine Blume, die den Wurm einatmet, sich beim Ausatmen vervielfältigt und schließlich eingeht.

## Produktion
Breath war der erste Film, den Murakami nach seiner Rückkehr von London nach Los Angeles 1965 schuf. Zudem war es der erste Film, den er mit seiner mit Fred Wolf gegründeten Firma Murakami-Wolf Productions produzierte.

## Auszeichnungen
Breath gewann 1967 den Grand Prix (später Cristal d’Annecy) des Festival d’Animation Annecy.